# 紙幣整理
紙幣整理（しへいせいり）とは、明治初期に出された明治政府及び国立銀行発行の紙幣を整理・縮減して日本銀行発行の兌換紙幣に変換することで通貨制度・信用制度の信頼回復を図る政策。

## 概要
明治維新後、明治政府は財政不足を補うために太政官札・民部省札などの不換紙幣を発行し続けた。ところが、西南戦争などの士族反乱に対応するために紙幣を増刷した結果、急激なインフレーションが発生した。そのため金利が高騰し、日本経済も着実な資本の蓄積よりも投機に流れるようになり、日本の近代資本主義の形成が阻害される結果ともなった。
大蔵卿であった大隈重信は、1879年に大量の公債を発行してそれを元手に一気に紙幣の整理を行うことを提唱した。ところがその中に5,000万円にも及ぶ外債が含まれていたことから、欧米列強に不信感を抱く明治天皇やその周辺の保守派の不快感を買い外債募集計画は中止され、国債である金札引換公債によって公債化を進めることによって漸進的に処理する事となった。後に大隈は明治十四年の政変で失脚してしまう。
代わってかつて大隈と紙幣整理の方策を巡って争ったために大蔵大輔の座を追われて内務卿に転じていた松方正義が大蔵卿に任命された。松方は中央銀行を設置する一方で漸進的に紙幣消却を進め、紙幣流通量と正貨保有量が同じ水準となった時点で兌換紙幣に切り替えていく方針を定めた。だが、そのためには紙幣消却を進める為の財源捻出のために大幅な緊縮予算とデフレーションの発生を覚悟しなければならず、伊藤博文ら政府首脳や明治天皇に同意を求めた。
まず、1882年（明治15年）から3年間、前年度（1881年/明治14年）の歳出額で据え置くこと、その一方で煙草税・酒造税などの増税を行い、そこから生み出された歳入の余剰分を2分割して半分を紙幣消却に、もう半分を正貨形式で保有して、然るべき兌換紙幣への切替時の準備金とすることとした。だが、緊縮財政によるデフレーションは租税収入の減少を招くという悪循環に悩まされる（松方デフレ）。また、甲申政変の発生やコレラの発生などの臨時出費もあり、緊縮予算の維持も困難を極めた。それでも松方は、新税の設置などで歳入を確保することで当初の計画を出来るだけ維持することに努めた。また、1882年に日本銀行条例を制定して中央銀行構想を確立し、翌1883年には国立銀行条例を改正して国立銀行発行紙幣を整理・廃止する方針を打ち出した。更に横浜正金銀行に直輸出荷為替資金を供給してこれによって獲得した輸出代金を日本国外で正貨形式受け取らせて日本国内に導入させることで少ない正貨の準備金を運用してこれを増加させた。
その甲斐もあって、1885年までに1364万円の紙幣の整理回収に成功した。これに金札引換公債への引換による整理分も含めると、1881年から85年末までに政府発行紙幣は1億1890万円から8834万円に減少し、国立銀行発行紙幣も3439万円から3015万円に減少した。一方、国庫準備正貨高は1270万円から4227万円に増加し、金融市場にて正貨1円に対して紙幣1円80銭に換算されていたものが1円8厘となって、正貨と紙幣の価値がほぼ均しくなり、兌換紙幣発行の条件が整う事となった。
こうして金融が安定すると、松方は1885年5月9日に日本銀行より兌換紙幣を発行させて、翌年より政府発行紙幣・国立銀行発行紙幣との交換が行われた。1893年に入ると紙幣交換基金を設置して、政府紙幣・国立銀行発行紙幣の回収を加速させた。1896年3月9日には「国立銀行紙幣ノ通用及引換期限ニ関スル法律」（明治29年法律第8号）が、1898年6月11日には「政府発行紙幣通用廃止ニ関スル法律」（明治31年法律第6号）が公布され、1899年末をもって政府発行紙幣・国立銀行発行紙幣ともにその通用が停止された。これら一連の法律に基づいて、翌1900年初めから5年間（1904年まで）の期限付きで民間に残された政府発行紙幣・国立銀行発行紙幣の交換が行われ、流通していたこれらの紙幣の回収が完了することになった。